# Bareback

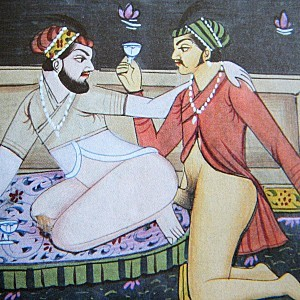
Penetração sexual sem uso de preservativo é conhecido como barebacking. Tipicamente, refere-se ao sexo anal desprotegido entre homens homossexuais

Bareback ou barebacking é um termo em inglês utilizado para se referir à prática de atos sexuais (ou, mais especificamente, sexo anal) sem a utilização de um preservativo. A palavra original indicava o ato de cavalgar um cavalo sem sela. Refere-se, sobretudo, ao sexo anal entre homens que fazem sexo com homens sem o uso de preservativo, e pode ser distinguido das relações sexuais sem proteção, porque bareback denota o ato deliberado de não usar preservativo.

## O retorno do bareback
O retorno da prática de bareback nas comunidades de homens que têm sexo com homens de países desenvolvidos foi um tópico frequente nos meios dirigidos à comunidade LGBT nos anos 1990 como a The Advocate, Genre, e Out. Um artigo no site The Body indica 22 razões porque o barebacking passou a ser cada vez mais aceitável dentro da comunidade gay. A lista seguinte inclui alguns dos pontos assinalados por The Body, mas inclui também informações resultantes de estudos mais recentes:
- "Alguns homens deixaram de ter medo da SIDA (AIDS)."[5] Ou seja, o sucesso relativamente visível dos inibidores de protease e outros medicamentos para controlar a infecção pelo VIH mudaram a percepção da infecção de uma doença terminal sem cura para uma condição crónica controlável similar à diabetes ou à epilepsia.
- As mensagens de educação sexual dirigidas à comunidade LGBT (nos países onde as mesmas foram introduzidas de forma mais coerente, como nos EUA) começaram a ser menos eficazes, num efeito quase de fadiga ao preservativo: "Alguns homens estão tão fartos de ouvir falar sobre HIV/SIDA que pura e simplesmente preferem ignorar toda a situação".[5]
- Pessoas sob a influência de drogas, tais como o álcool ou metanfetaminas, são mais susceptíveis a se descuidarem relativamente aos perigos que podem estar expostos devido aos seus comportamentos.
- "O barebacking foi apresentado como uma eventual forma de rebeldia."[5] Entre as linhas desta sugestão, alguns trabalhos científicos defenderam que o barebacking é uma forma de atingir a transcendência, de ultrapassar a pasmaceira da vida comum do dia-a-dia na nossa sociedade hiper-racionalizada.[6]
- A utilização de serviços on-line para procura de parceiros de barebacking levou a um aumento na sua prática.[7]
- Alguns homens homossexuais parecem ver a questão de utilização de preservativo como algo "não-natural". Por exemplo, no trailer do vídeo "Raw Rods 2" da Flava Works lançado em 2008, uma cena de Philipe B. e Diogo que têm sexo anal desprotegido é acompanha pela frase, "Fazê-mo-lo como Deus queria que nós o fizéssemos." O discurso é muito similar à lei natural.
- É muitas vezes referido que a maior disponibilidade de pornografia com barebacking contribui para a apatia, romantização e erotização da prática.

## Controvérsia
A questão do bareback entre homens é um tema controverso dentro e fora da comunidade de homens que têm sexo com homens. Alguns condenam a prática e praticantes alegando que tal atitude levou ao aumento de infecções sexualmente transmissíveis, incluindo o VIH e SIDA, entre jovens e revelou-se como má publicidade para a comunidade.
Outros alegam que a publicidade ao assunto é desproporcionada relativamente à sua prática, e que o foco pelos media e epidemiologistas tem mais a ver com estereótipos sobre homens gays como promiscuidade e irresponsabilidade, juntamente com a aversão da cultura mainstream relativamente à homossexualidade, e não com uma alteração real nos hábitos dos homens que têm sexo com homens. Por outro lado alguns também defendem que pessoas adultas devem poder realizar os actos consensuais que bem entenderem sem precisarem de desculpas ou permissão de terceiros.
Bareback tornou-se um fetiche para alguns da comunidade de homens que têm sexo com homens. Além dos filmes existem sites e fóruns de discussão na Internet dedicados exclusivamente ao assunto. Esta sub-cultura desenvolveu os seus próprios termos tais como "breeding" (que significa em inglês "criação" ou "reprodução" no sentido utilizado para animais) para indicar a ejaculação no recto de um parceiro, "charging up" (carregamento no sentido utilizado para baterias eléctricas) similar a breeding, mas em que o que ejacula é VIH positivo, e "festas de Roleta Russa" ou "festas de conversão" em que um grupo de homens se junta numa festa de sexo participada por pessoas VIH positivas e VIH negativas em que é provável a transmissão do vírus para estas últimas.

## Filmes pornográficos
A pornografia gay podia ser classificada inicialmente como bareback ou também "pre-condom" pois nos filmes de 1970 e inícios da década seguinte não eram usados preservativos pelos actores. Com a descoberta do HIV/AIDS. Só após 1990 é que um número cada vez maior de produtores se dedicou à realização de filmes com homens que faziam sexo com homens sem preservativo. Estes filmes incluem não só estúdios no EUA como um número elevado do produtores na Europa de Leste que forneciam os consumidores nos EUA.[carece de fontes?]
Mais recentemente, mesmo estúdios "mainstream" como Kristen Bjorn Productions tiveram situações ocasionais de sexo bareback. Outros estúdios como a Falcon Entertainment relançaram filmes das décadas de 70 e 80 com novos títulos para este mercado. Por outro lado novos estúdios avançaram no mercado norte-americano tal como a Flava Works sendo muitas vezes criticados por tal atitude.
Alguns estúdios de pornografia bareback afirmam que não questionavam o estado HIV dos seus actores, mas assumiam que são HIV positivos. No entanto em 7 de Fevereiro de 2008 o estúdio HDK anunciou que iria passar a ter testes VIH dos seus actores e iniciar um esquema de "sero-divisão" em que os actores com testes positivos são emparelhados com outros actores HIV-positivo, e os negativos com negativos. Tal prática, no entanto, não foi vista como eficaz para evitar a possível criação de um "supervírus" do VIH
Por outro lado, outros estúdios, incluindo Bel Ami, afirma que todos os seus actores de bareback têm testes HIV negativos antes de serem realizadas cenas sem preservativo.

## Prostituição
No negócio do sexo, a disponibilidade para fazer sexo bareback é usado como promoção por alguns trabalhadores do sexo aos seus clientes, mesmo tendo em conta os riscos acrescidos. Em inglês existe mesmo a expressão "girlfriend experience" para referenciar o encontro entre uma prostituta e um cliente em que a primeira faz o papel de namorada e onde pode ser implícito para diversos clientes que a utilização de preservativos estragaria a "experiência".